# Brug 539
Brug 539 in een bouwkundig kunstwerk in het Amsterdamse Bos. Het Amsterdamse Bos maakt deel uit van de gemeente Amstelveen, maar wordt beheerd door de gemeente Amsterdam.
Brug 539 stamt uit de tijd van de aanleg van het bos. Aan architect Piet Kramer van de Dienst der Publieke Werken werd gevraagd ontwerpen voor de bruggen en bruggetjes te maken. Brug 539 voor voetgangers, fietsers en ruiters is er één uit de serie houten bruggen (tegenover de betonnen bruggen). Die bruggen lijken sterk op elkaar, maar elke brug uit de serie verschilt ten opzichte van de andere. Brug 539 is gesitueerd in het noordelijk deel van het bos, even ten noorden van de Burgemeester A. Colijnweg/Rijksweg 9 en leidt naar een onderdoorgang van die wegen.
In 1999 werden alle bruggen in het Amsterdamse Bos door MTD Landschapsarchitecten in opdracht van de gemeente onderzocht op hun cultureel belang. Ze constateerde dat de brug een potentiële identiteitsdrager was binnen de bosbruggen, maar dat dat teniet werd gedaan door de bruine brug (de brug kreeg later een witte kleur). De brug is gelegen in gesloten bosomgeving en viel met haar bruine kleur nauwelijks op in het landschap, hetgeen zowel positief als negatief werd uitgelegd. Over de brug gaan alleen voetgangers, fietsers en man/vrouw te paard. Karakteristiek voor deze brug gold nog het houten brugdek en dito leuningen met houtverbindingen en de zuiltjes ofwel balusters.
De gemeente Amstelveen deed ook onderzoek om te kijken of de brug, net als meerdere bruggen in het bos, beschermd moest worden door de status gemeentelijk monument. Ze stelde bij onderzoek vast dat dit een geheel houten brug is. Het geheel steunt op vier series van brugpijlers met jukken waarvan er twee in het water staan en twee verwerkt zijn in de landhoofden. Zoals gebruikelijk bij Kramers bruggen in het bos heeft het (hier door een tussenbalustrade) gescheiden dekken voor voetgangers en overige verkeer. Het voetpad ligt daarbij iets hoger dan het pad voor fietsers en ruiters. Eigenaardig is dat de lengte van het voetpad op de brug korter lijkt dan het fietspad. Er is veel aandacht besteed aan de houten leuningen en de ophanging daarvan. Drie strippen van leuningen zijn opgetrokken aan en op taps toelopende balusters; de bovenste leuning heeft de vorm van een T-profiel. Aan het eind en in het midden van de leuningen zijn er hogere balusters toegepast. Ook de metalen afdekkapjes ontbreken niet.
De brug werd in de jaren twintig van de 21e eeuw verwijderd vanwege de verbreding van de Rijksweg 9. Wanneer zij terug komt is nog niet bekend.

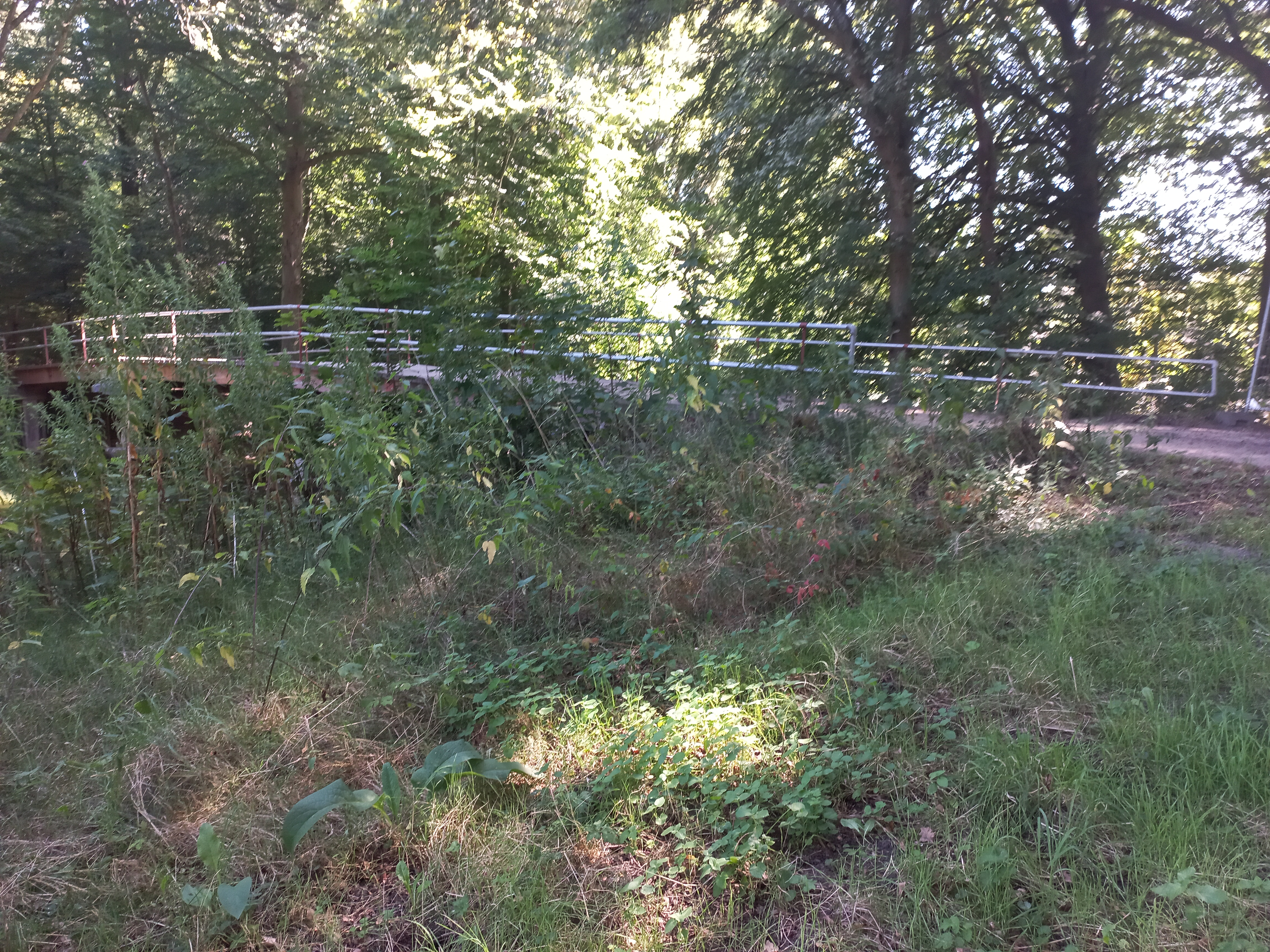
Noodbrug 539 (augustus 2022)

<<< · 500 · 501 ·  503 · 504 · 505 · 506 · 507 · 508 · 509 · 510 · 511 · 512 · 513 · 514 · 515 · 516 · 517 · 518 · 519 · 520 · 521 · 522 · 523 · 525 · 526 · 527 · 528 · 530 · 531 · 532 · 533 · 534 · 535 · 536 · 537 · 538 · 539 · 540 · 541 · 542 · 543 · 544 · 545 · 546 · 547 · 548 · 549 · 550 · 551 · 552 · 553 · 554 · 555 · 556 · 557 · 558 · 559 · 560 · 561 · 562 · 563 · 564 · 565 · 566 · 567 · 569 · 571 · 572 · 573 · 575 · 577 · 578 · 580 · 581 · 582 · 583 · 584 · 586 · 587 · 589 · 590 · 591 · 592 · 593 · 594 · >>>
Brugnummers 502, 524, 529, 568, 570, 574, 576, 579, 585, 588, 595, 596, 597, 598, 599 zijn niet (meer) vergeven.